# Dora Storm
Dora Storm (1950) è un'ex sciatrice alpina austriaca.

## Biografia
Sciatrice polivalente, Dora Storm debuttò in campo internazionale in occasione della discesa libera pre-mondiale della Val Gardena, disputata il 13 febbraio 1969 (13ª); in Coppa del Mondo esordì il 17 febbraio seguente a Vysoké Tatry in slalom gigante (17ª), ottenne il miglior risultato il 28 gennaio 1971 a Pra Loup in discesa libera (15ª) e prese per l'ultima volta il via il 3 dicembre dello stesso anno a Sankt Moritz nella medesima specialità (26ª). Non prese parte a rassegne olimpiche o iridate.

## Palmarès

### Campionati austriaci
- 2 medaglie:
  -  1 argento (discesa libera nel 1971)
  -  1 bronzo (discesa libera nel 1969)[senza fonte]